# Ајка
Ајка (мађ. Ajka) град је у Мађарској. Ајка је трећи по величини град у оквиру жупаније Веспрем.
Град има 29.998 становника према подацима из 2008. године.

## Географија
Град Ајка се налази у средишњем делу Мађарске. Од престонице Будимпеште град је удаљен око 110 километара западно. Град се налази у северозападном делу Панонске низије, у области острвске планине Бакоњска гора.

## Становништво
По процени из 2017. у граду је живело 28.071 становника.
| 1990.  | 2001.  | 2011.  | 2017.  |
| ------ | ------ | ------ | ------ |
| 33,832 | 31,805 | 29,106 | 28,071 |

## Партнерски градови
- Кристуру Секујеск
- Уна